# Boeing B-54
Le Boeing B-54 est un projet de bombardier stratégique à moteurs à pistons conçu et développé par Boeing Aircraft comme la version de production du YB-50C. Dérivé du B-50 Superfortress, l'avion dispose d'un fuselage et d'ailes agrandis, ainsi que de moteurs améliorés. Le projet est abandonné en raison des progrès des avions à réaction.

## Historique
À partir de 1947, le B-54 est destiné à être la version de production du prototype YB-50C. Les moteurs Pratt & Whitney R-4360 standards doivent être remplacés par des R-4360-51 turbo-compound, ou Variable Discharge Turbine (VDT), le fuselage est allongé de plus de trois mètres et l'envergure augmentée de 6,1 m, ce qui requiert l'installation de balancines se rétractant dans les nacelles des moteurs no 1 et 4. L'avion doit avoir un rayon d'action de 15 000 km, ce qui nécessite l'ajout de deux réservoirs additionnels de 11 000 litres placés sous les ailes. Pour se défendre contre la chasse ennemie, un armement de 14 tourelles de 12,7 mm (.50 BMG) est envisagé.
Le 29 mai 1948, l'United States Air Force passe commande de 21 bombardiers B-54A et de 52 B-54A de reconnaissance,,,,. Le projet est toutefois annulé le 18 avril 1949 en raison du développement d'avions à réaction, plus performants ; la construction du prototype B-54A, commencée à Seattle, n'est jamais achevée. La décision d'annuler le programme est critiquée dans la presse de Seattle, qui invoque une décision politique et non militaire.